# فيرونيك مانغ
فيرونيك نغو مانغ (بالفرنسية: Véronique Ngo Mang)‏ هي عدائة مسافات قصيرة فرنسية كاميرونية ولدت في يوم 15 ديسمبر 1984 في مدينة دوالا في الكاميرون، في سنة 1995 هاجرت مع والدتها إلى فرنسا، مثلت الكاميرون حتى سنة 2003 حيث حصلت على الجنسية الفرنسية، إختصت بسباقات 100 متر وفازت بالميدالية البرونزية في سباق 4×100 متر للنساء مع الفريق الفرنسي في دورة الألعاب الأولمبية الصيفية 2004 في أثينا، وفازت بميداليتين فضيتين في سباق 100 متر و4×100 متر في بطولة أوروبا لألعاب القوى 2010 في برشلونة، كما فازت بميداليتين ذهبيتين في دورة ألعاب البحر الأبيض المتوسط 2005 في ألميريا وميداليتين ذهبيتين في الألعاب الفرانكوفونية في سنة 2005.

## روابط خارجية
- فيرونيك مانغ على موقع الاتحاد الدولي لألعاب القوى (الإنجليزية)
- فيرونيك مانغ على موقع الاتحاد الفرنسي لألعاب القوى (الفرنسية)
- فيرونيك مانغ على موقع الدوري الماسي (الإنجليزية)
- فيرونيك مانغ على موقع أوليمبيديا (الإنجليزية)
- فيرونيك مانغ على موقع اللجنة الأولمبية الفرنسية (مؤرشف) (الفرنسية)